# Зелени 2004
Зелени 2004 (пољ. Zieloni 2004, Zieloni) — је политичка партија у Пољској, проекологичног и пацифичког карактера. Велику пажњу посвећује правима човека. Спада у групу централнолевичарских партија.
Основана је 6. септембра 2003. године, а на суду регистрована 22. фебруара 2004)
Партија припада Европској партији Зелених.
Као и већина осталих зелених партија у свету Зелени 2004 свој политички програм заснивају на: Екологији, Друштвеним правима, Демократији и Пацифизму.

## Политички програм
Зелени 2004 за основне вредности сматрају:
- поштовање људских права
- заштиту животне средине
- равноправност полова и старосних група
- поштовање разноврсности народа, вера у култура
- поштовање права мањина
- мирно решење сукоба
- еко-друштвену трговинску економију

Такође захтевају раздвајање државе и цркве, легализацију побачаја, као и легализацију истополних бракова. Подржавају оштру политику против наркоманије, повлачење Пољске војске из Авганистана, Укидање војног рока и увођење професионалне армије.

## Избори
Партија се први пут појавила на Изборима за Европски парламент у Пољској 2004. године. Регистровала је листу у 3 од 13 изборних округа. На тим изборима освојила је 16288 гласова (0,27% гласова у Пољској)
Зелени 2004 су 31. маја 2005. године потписали споразум са Социјалдемократијом Пољском о заједничком наступању на Парламентарним изборима у Пољској 2005.
Коалиција Социјалдемократија Пољска (Социјалдемократија Пољска, Унија Рада, Зелени 2004) је освојила 459380 гласова (3,89% бирача).
Предводници партије су
Малгожата Трач и Адам Остољски.
Зелени 2004 сарађују са Зеленим информационим порталом.